# Chhindwara
Chhindwara (Hindi छिंदवाड़ा) ist eine Stadt im indischen Bundesstaat Madhya Pradesh. Die Stadt befindet sich im Süden des Bundesstaates und ist ca. 314 km von Bhopal entfernt.
Die Stadt ist das Verwaltungszentrum des gleichnamigen Distrikt Chhindwara. Chhindwara hat den Status eines Municipal Council. Die Stadt ist in 45 Wards gegliedert.

## Demografie
Die Einwohnerzahl der Stadt liegt laut der Volkszählung von 2011 bei 138.291 und die der Metropolregion bei 190.041. Chhindwara hat ein Geschlechterverhältnis von 963 Frauen pro 1000 Männer und damit einen für Indien üblichen Männerüberschuss. Die Alphabetisierungsrate lag bei 89,4 % im Jahr 2011 und damit deutlich über dem regionalen und nationalen Durchschnitt. Knapp 84 % der Bevölkerung sind Hindus, ca. 12 % sind Muslime und ca. 4 % gehören einer anderen oder keiner Religion an. 13,5 % der Bevölkerung sind Kinder unter 6 Jahren.

## Infrastruktur
Die Stadt ist über seinen Bahnhof mit dem Rest Indiens verbunden. Zwei National Higways führen direkt durch die Stadt. Der nächstgelegene Flughafen ist der Flughafen Nagpur (130 km). In Chhindwara gibt es eine kleine Landebahn für kleine Flugzeuge mit 5 bis 10 Passagieren. Chhindwara ist mit den nahe gelegenen Großstädten wie Nagpur, Jabalpur und Bhopal verbunden. Es verkehren regelmäßig Busse.

## Wirtschaft
Kohleabbau wird in der Region von Western Coal Fields Limited (WCL) betrieben. Die Stadt beheimatet alte Industriezweige für Töpferwaren, Lederwaren und Verzierungen aus Zink, Messing und Glockenmetall. Am Stadtrand werden Gemüse, insbesondere Kartoffeln, in großen Mengen für den Export in nahegelegene Gebiete angebaut.